# Tramea onusta
Tramea onusta е вид водно конче от семейство Libellulidae. Видът не е застрашен от изчезване.

## Разпространение
Разпространен е в Американски Вирджински острови, Бахамски острови, Белиз, Бонер, Венецуела, Гваделупа, Гватемала, Доминиканска република, Кайманови острови, Канада (Онтарио), Коста Рика, Куба, Кюрасао, Мексико (Веракрус, Гереро, Долна Калифорния, Идалго, Кинтана Ро, Колима, Морелос, Наярит, Нуево Леон, Оахака, Пуебла, Сан Луис Потоси, Синалоа, Сонора, Табаско, Тамаулипас, Халиско, Чиапас и Юкатан), Никарагуа, Панама, Саба, САЩ (Айова, Алабама, Аризона, Арканзас, Вирджиния, Джорджия, Илинойс, Индиана, Калифорния, Канзас, Кентъки, Колорадо, Луизиана, Мериленд, Минесота, Мисисипи, Мисури, Мичиган, Небраска, Невада, Ню Джърси, Ню Мексико, Ню Хампшър, Оклахома, Охайо, Северна Каролина, Тексас, Тенеси, Уисконсин, Флорида, Южна Дакота, Южна Каролина и Юта), Сен Естатиус и Хондурас.

## Описание
Популацията на вида е стабилна.